# Подсосенье (Можайский район)
Подсосенье — деревня в Можайском районе Московской области в составе сельского поселения Бородинское. Численность постоянного населения по Всероссийской переписи 2010 года — 12 человек. До 2006 года Подсосенье входило в состав Синичинского сельского округа.
Деревня расположена в северо-западной части района, примерно в 25 км к северо-западу от Можайска, на южном берегу Можайского водохранилища, на правом берегу реки Лусянка, высота центра над уровнем моря 205 м. Ближайшие населённые пункты — Черняки на противоположном берегу реки, Поминово и Фалилеево в 0,5 км южнее.